# Репрезентација Данске у хокеју на леду
Репрезентација Данске у хокеју на леду је хокејашки тим Данске и под контролом је Хокејашког савеза Данске. Репрезентација се међународно такмичи од 1949. године.
Данска је учествовала 44 пута на Светском првенству. Најбољи пласман репрезентације Данске је било четврто место на Светском првенству 2025. године. На Олимпијским играма дебитовали су 2022. године када су освојили 7. место
Премијерну утакмицу Данска је одиграла у Стокхолму против Канаде, 12. фебрара 1949. године и изгубила је 47:0, што је такође и најубедљивији пораз. Највећу победу остварили су против Белгије 1977. године резултатом 27:4

## Историјат
Хокеј на леду у Данској почео је да се игра 1920-их, али тек је 1940-их година основано је више клубова  да је било могуће основати сопствени савез. Године 1949. спорт је постао толико популаран па је Дански хокејашки савез издвојен из Данског клизачког савеза. Истe године Данска је први пут учествовала на Светском првенству у хокеју на леду, које је одржано у Шведској. Прва утакмица донела је пораз од 47:0 против Канаде – најтежи пораз у историји. Резултат је значио да је Данска завршила на десетом, последњем месту. До 1961. године Данска није учествовала на првенствима, али је 1962. године наступила на Светском првенству у групи Б. Од тада је Данска учествовала сваке године, осим 1965. и 1974. године.
Дуги низ година Данска је играла у групи Ц, са повременим учешћем у групи Б, али је 1991. године, на домаћем терену у Брендби хали, освојила групу Ц, између осталог захваљујући истакнутим играчима попут Хајнца Елерса. Од тада Данска више није испадала у групу Ц. Године 1999. Данска је први пут освојила групу Б, што тада није значило директан пласман у групу А. Због тога је Данска остала у групи Б све до 2002. године, када је поново освојила првенство групе Б. Правила су у међувремену промењена, па је Данска те године напредовала у групу А. Међу истакнутим играчима у тиму били су Петер Хирш и Мортен Грен.
На Светском првенству 2003. године, Данска није имала много шанси, јер је тим био у групи са Русијом, Швајцарском и Сједињеним Америчким Државама. Међутим, Данска је изненадила све победом у првој утакмици резултатом 5:2 против САД. У другој рунди је тим поново изненадио, одигравши нерешено 2:2 против каснијих светских шампиона Канаде.
Ови резултати обезбедили су Данској учешће на Светском првенству 2004. године. Тим је био у групи са Шведском, Русијом и Јапаном. У прве две утакмице Данска није имала шансе, али у последњој утакмици остварила је победу од 4:3 над Јапаном, што је значило пролазак у другу рунду. У другој рунди је Данска изгубила све три утакмице, али је то било довољно да задржи статус у елитној дивизији.
На Светском првенству 2005. године, Данска је изгубила све утакмице у уводној рунди и по први пут завршила у доигравању за опстанак. Прву утакмицу у доигравању изгубила је од Словачке, али победама над Аустријом и Немачком је успела да обезбеди опстанак. Светско првенство 2006. године било је други пут да се Данска нашла у доигравању за опстанак – последица три пораза у уводној рунди, укључујући и онај од великих ривала из Норвешке. У доигравању, две победе (над Италијом и Казахстаном) и један нерешен резултат (са Словенијом) били су довољни за сигуран опстанак у елитној дивизији.
На Светском првенству 2007. године Данска је била у групи са Русијом, Финском и Украјином. Данска је претрпела тешке поразе од Русије (9:1) и Финске (6:2), али је утакмица против Украјине донела победу од 4:3, што је значило да је Данска први пут после три године прошла у другу рунду. У другој рунди је тим изгубио од Шведске и Швајцарске, али је остварио своју прву победу у другој фази на Светским првенствима, победивши Италију резултатом 5:2. Редовно учешће на  Светским првенствима скренуло је пажњу НХЛ клубова на неке данске играче, а Франс Нилсен постао је 2007. године први дански играч у овој лиги. То је довело до тога да је Данска, попут других врхунских нација, почела да има проблема са ослобађањем својих најбољих играча за Светско првенство, јер се плеј-оф у НХЛ-у сваке године поклапа са Светским првенством.
На Светском првенству 2008. године Данска је још једном успела да се пласира у другу рунду. У уводној групи доживела је поразе од Русије и Чешке, али је победа над Италијом била довољна за пролазак у наредну рунду. У другој рунди је доживела убедљиве поразе од Шведске и Швајцарске, пре него што је у последњој, безначајној утакмици, победила Белорусију у продужетку.
Најбољи резултат на Светском првенству, Данска је постигла први пут 2010. године, освајањем укупно осмог места. У уводној групи остварила је изненађујуће победе над Финском (4:1) и Сједињеним Америчким Државама (2:1 у продужетку), пре него што је у последњој утакмици поражена од Немачке (1:3). У другој рунди је тим понео победу над Финском, а након убедљиве победе од 6:0 над Словачком, Данска је заузела четврто место у другој рунди и по први пут се квалификовала у четвртфинале. У четвртфиналу је поражена од Шведске резултатом 2:4.
Године 2016. формат такмичења је био другачији, са само две уводне групе од по осам тимова. Четири најбоља тима из сваке групе пласирала су се директно у четвртфинале. Победама над Норвешком, Летонијом (након извођења пенала), Чешком (такође након пенала) и Казахстаном, Данска је заузела четврто место у групи и затим се у четвртфиналу састала са Финском. У четвртфиналу је доживела убедљив пораз од 1:5 против тима који је на крају освојио сребрну медаљу.
Од те године, Данска завршва такмичење у првој рунди, од 9. до 12. позиције.
Успехом на квалификационом турниру у Ослу у августу 2021. Данци су по први пут успели да се квалификују на Зимске олимпијске игре. Као дебитант, Данци су стигли до четвртфинала, где су поражени од Русије.
Репрезентација Данске остварила је историјски успех на Светском првенству у хокеју на леду 2025. године, завршивши турнир на четвртом месту, што је њихов најбољи пласман у историји. У четвртфиналу, Данска је приредила велико изненађење победивши Канаду резултатом 2:1, чиме је изборила свој први пласман у полуфинале светског првенства. У полуфиналу су наишли на снажну репрезентацију Швајцарске, која их је савладала са убедљивих 7:0. У мечу за бронзану медаљу, Данска је поражена од Шведске резултатом 6:2.

## Резултати

### Олимпијске игре
- 1920 − 2018. − Нису се квалификовали
- 2022. − 7. место
- 2026. − Квалификовали се

### Светско првенство
| - 1930 − 1948. − нису учествовали - 1949. − 10. место - 1950 − 1961. − нису учествовали - 1962. − 14. место (6. место, Група Б) - 1963. − 18. место (3. место, Група Ц) - 1965. − нису учествовали - 1966. − 18. место (2. место, Група Ц) - 1967. − 19. место (3. место, Група Ц) - 1969. − 20. место (6. место, Група Ц) - 1970. − 19. место (5. место, Група Ц) - 1971. − 20. место (6. место, Група Ц) - 1972. − 20. место (7. место, Група Ц) - 1973. − 21. место (7. место, Група Ц) - 1974. − нису учествовали - 1975. − 20. место (6. место, Група Ц) - 1976. − 20. место (4. место, Група Ц) - 1977. − 19. место (2. место, Група Ц) - 1978. − 19. место (3. место, Група Ц) - 1979. − 16. место (8. место, Група Б) - 1981. − 20. место (4. место, Група Ц) - 1982. − 19. место (3. место, Група Ц) | - 1983. − 20. место (4. место, Група Ц) - 1985. − 21. место (5. место, Група Ц) - 1986. − 21. место (5. место, Група Ц) - 1987. − 18. место (2. место, Група Ц) - 1989. − 16. место (8. место, Група Б) - 1990. − 18. место (2. место, Група Ц) - 1991. − 17. место (1. место, Група Ц) - 1992. − 16. место (4. место, Група Б) - 1993. − 16. место (4. место, Група Б) - 1994. − 17. место (5. место, Група Б) - 1995. − 17. место (5. место, Група Б) - 1996. − 18. место (6. место, Група Б) - 1997. − 20. место (8. место, Група Б) - 1998. − 20. место (4. место, Група Б) - 1999. − 17. место (1. место, Група Б) - 2000. − 21. место (5. место, Група Б) - 2001. − 22. место (3. место, Див. I, Група А) - 2002. − 18. место (1. место, Див. I, Група Б) - 2003. − 11. место - 2004. − 12. место - 2005. − 14. место | - 2006. − 13. место - 2007. − 10. место - 2008. − 12. место - 2009. − 13. место - 2010. − 8. место - 2011. − 11. место - 2012. − 13. место - 2013. − 12. место - 2014. − 13. место - 2015. − 14. место - 2016. − 8. место - 2017. − 12. место - 2018. − 10. место - 2019. − 11. место - 2020. − Отказано због Пандемије ковида 19 - 2021. − 12. место - 2022. − 9. место - 2023. − 10. место - 2024. − 13. место - 2025. − 4. место |